# Harald Kidde
Harald Henrik Sager Kidde (født 14. august 1878 i Vejle, død 23. november 1918 i København) var en dansk forfatter, bror til Aage Kidde. Han er mest kendt for Helten, der er en af de centrale romaner i dansk litteratur.
Det traf sig sådan, at flere af generationens betydelige kunstnere fra forskellige kunstarter voksede op i Vejle og kendte hinanden. Jacob Gade var en af dem. Noget venskab var der dog ikke imellem de to.
Der er et omfattende Kidde-arkiv på Vejle Byhistoriske Arkiv.
Kidde døde af den spanske syge 1918.

## Forældre og uddannelse
Harald Kidde blev født som søn af amts- og vandløbsinspektør i Vejle Chresten Henriksen Kidde (1818-1894) og Inger Dorothea Corneliussen (1848-1931).
Kidde blev student fra Vejle Højere Almenskole i 1898 og tog filosofikum i 1899, og derefter søgte han ind på det teologiske studium i København; men han kunne ikke affinde sig med det, som han opfattede som kirkens bortforklaringer af modsætningsforholdene i Bibelen.

## Debut
Snart dukkede hans navn op som signatur på artikler og noveller i forskellige tidsskrifter, og han debuterede med den lille samling stemningsbilleder og lignelser Sindbilleder
i eftersommeren 1900. Edvard Brandes, redaktør af Politiken, kaldte bogen "en elegant debut". Den unge kritiker og lyriker Christian Rimestad beundrede også bogen og blev en nær ven af Harald Kidde; men langt fra alle kritikere forstod ham og kaldte hans digtning sygelig, kvindagtig og pervers.

## Romanen 'Aage og Else'
To år senere kom første bind af Aage og Else med titlen "Døden". Anden del med titlen "Livet" kom i 1903. Handlingen var baseret på Kiddes egne erfaringer af mange dødsfald i hans barndom. Tre søskende, hans bedste ven og hans far døde. Hovedpersonen Tue er Harald Kidde selv. De mange dødsfald bliver en kamp i hans indre mellem båndene til dem, der ikke er der mere, og båndene til hans ungdomsforelskelse Lull. Romanen er fuld af mange stærke erindringsbilleder og smukke naturbeskrivelser.
Christian Rimestad skrev om den:
Når Aage og Else blev et så betydningsfuldt værk og på samme tid et af de følelsesrigeste og et af de mest tankevækkende i vor romanlitteratur, så kom det af grundsynets elementære storhed og af den forunderlige indlevelsesevne, hvormed der var gjort rede for stemningernes og følelsernes ubevidste vækst. Næppe nogen sinde før har en ung mand i Danmark ransaget sin sjælelige udvikling med så årvågen en skarpsindighed.

## Sjælegranskning og poesi hos Harald Kidde
Harald Kiddes blanding af sjælegranskning og poesi skulle fortsættes gennem alle de kommende bøger. Med to års mellemrum kom der fra dette tidspunkt en række værker, der alle sammen var store og tunge i stemningen og behandlede store emner som livet og døden, udviklingen og kærligheden. Det var ikke bøger, der blev læst af den store almenhed; men det var bøger, der ikke blev glemt af dem, der læste dem.
Villy Sørensen skriver i Digtere og dæmoner om dem: 
Replikkerne står som betydningsfulde fragmenter af store tankedigte, og bøgerne kan bedst betragtes som filosofiske afhandlinger, hvori de skematiske eksistenser står som eksempler og typer snarere end individer.
Hans personer var ensomme, sart sansende, sårbare og smertefyldte sjæle. Hans tanker kredsede om livets grundproblemer. Han havde en mystisk og næsten ekstatisk livsfølelse og en retfærdighedssøgende idealisme, en stærk ansvarsfølelse og medfølelse med alle dem, der led.

## Ægteskabet med Astrid Ehrencron-Kidde
Harald Kidde mødte under en rejse til Schweiz i 1904 sin kommende kone forfatterinden Astrid Ehrencron-Müller (1871-1960). Hun var debuteret med samlingen 'Æventyr' i 1901 og blev senere forfatter til omkring 60 bøger, mens hendes mand ikke nåede at skrive mere end 10.

## Romanen 'Helten'
I 1912 udkom Kiddes mest kendte bog, Helten. Den blev som alle tidligere bøger ingen succes i første omgang, hvor den kun solgte 190 eksemplarer det første år; men derefter voksede dens publikum sig langsomt større og større. I dag er den genudgivet adskillige gange og udgivet på tysk (1927), fransk (1947), norsk (1957) og vietnamesisk (2007).
Tom Kristensen skrev om den:
Det er et af hovedværkerne i det tyvende århundredes danske litteratur. Den burde have skaffet ham verdensberømmelsen; men jordisk succes blev lige så lidt tildelt ham, som den blev tildelt hans helt, skolelæreren Clemens Bek.

## Romanen 'Jærnet'
Efter Helten hørte man intet fra Harald Kidde i seks år, mens han sad oppe i Värmland sammen med Astrid og skrev på et gigantisk værk i fire bind: 'Jærnet, 'Guldet', 'Ilden' og 'Ordet'. Han døde få dage efter, at den første bog i serien var udkommet.
Tom Kristensen skriver:
Harald Kidde tog sit digterkald så alvorligt, at han sled sig op. Af hans storværk om Värmland udkom kun den ekstatiske roman Jærnet. Var det værk blevet fuldendt, var han måske blevet anerkendt af en verden, som andagtsfuldt falder på knæ for tykke bøger. Nu er der kun den lille danske menighed. De elsker denne mand, som stejlt og trofast stod på sit og skildrede dyder, der er ved at gå ud af kurs. En indadvendt i en udadvendt tid, en romantiker i en realistisk tid, en religiøs skeptiker i en lige så skeptisk irreligiøs tid, en digter, som har tid til at vente, til menneskene vender blikket indad igen.
Kai Hoffmann skrev om Jærnet:
Måske har aldrig i verdenshistorien en skribent ofret et så uhyre arbejde på en roman, som Kidde ofrede på den sidste bog, 'Jærnet', hvis koncentrerede ekstase fik selv hærdede professorer i litteratur, helbefarne læsere og granskere til at gispe efter luft. 'Helten' er det monumentale værk i Kiddes produktion; men i 'Jærnet', som jeg tilstår, jeg aldrig har formået at læse til ende, kulminerede Harald Kidde, ikke som kunstner; men ved en præstation, som man måske kan kalde en genial fiasko. Styrke, der er svaghed, og svaghed, der er styrke, har inspireret dette værk af en kraftig stammes sidste og silde fødte ætling. Kidde, hjemstavnsdigteren, tilbageskueren var også i vor virkelighedskære nutid en slags gesandt fra de døde. En højtidelig besynger af alle ensomme steder og ydmyge sind. Da han lægger pennen fra sig, er han sprængt og dør.

Christian Rimestad skrev: 

Vi, der kendte Harald Kidde, måtte dybt forundre os over, at vor ven i alle de timer, vi ikke så ham, færdedes så langt borte fra os, i egne, hvor hans væsen blev krystet og rystet i henrykkelser og smerter, vi kun kunne ane os frem til at fatte arten af, thi når vi så ham mødte vi altid det samme trygge ansigt, der var lutter godhed, blidhed og trofasthed. Jeg mindes ganske vist nogle gange, mens han netop udarbejdede slutningen af Jærnet, hvor hans ansigt var meget blegt, hvor mundens linjer, når han tav, var så sammenpresset, som om de havde lukket sig fast til om en gåde, og hvor der i hans øjne var noget besværet og næsten lidende, som havde de anstrengt sig alt for længe for at stirre ind i en hemmelig verden, der var lukket for vort blik.

## Harald Kiddes død
Carl Dumreicher skrev den følgende nekrolog i 'Kjøbenhavn', da Harald Kidde døde af den spanske syge 23. november 1918:
Harald Kidde er død. Ordene tager en helt ind om hjertet og med et knugende og lammende greb, fordi netop han, der kæmpede ærligere, søgte dybere, stræbte højere end nogen anden i det slægtled af danske forfattere, han tilhørte, nødigst af alle kunne undværes nu, hvor de linjer, han i lange tider var ene om at følge, mere og mere åbenbarer sig som fremtidens. Han var både for ung og for god til den tidlige og uskønsomme død, der har taget ham bort, just som han nærmede sig højden af sit forfatterskab, og berøvede dansk litteratur en af dens fineste og reneste personligheder. Så ung han end var, og så meget han endnu havde at give, nåede han dog ikke blot at efterlade erindringen om en elskelig personlighed fuld af mild varme og sjælfuld alvor; men at indskrive sit navn i dansk litteratur med uforgængelige værdiers vægt.
Han er begravet på Bispebjerg Kirkegård.

### Romaner

#### Vejle-romanerne
- Aage og Else, Døden, 1902.
- Aage og Else, Livet, 1903.
- De Blinde, 1906.
- Loven, 1908.
- Den Anden, 1909.
- De Salige, 1910.

#### Manddomsromanerne
- Helten, 1912.
- Jærnet, Roman om Järnbärerland, 1918.[2]

### Noveller, poesi, journalistik og rejseberetninger
- Sindbilleder, 1900.
- Mennesker, 1901.
- Tilskueren 1901, Harald Kidde, Menneskenes Søn.
- Luftslotte, 1904.[3]
- Tilskueren 1904, Harald Kidde, Smertens Vej.
- Tilskueren 1905, Harald Kidde, Drømmerier.
- Aften, 1908. (Særtryk af Ord och Bild, 17. årg., 5. hæfte, udg. i Stockholm) [kilde til særtryk mangler]
- Mødet Nytårsnat, en Krønike fra Anholt, 1917.
- Vandringer, 1920.
- Dinkelsbühl, 1931.
- Under de Blomstrende Frugttræer, 1942.
- Parabler, 1948.
- Krageskrigene, 1953.

## Bøger om Harald Kidde
- Astrid Ehrencron-Kidde, Hvem Kalder? Gyldendal 1960.
- Jens Marinus Jensen, Harald Kidde, Artikler og Breve.
- Jens Marinus Jensen, Harald Kidde, bidrag til en Biografi.
- Niels Jeppesen, Harald Kidde og hans Digtning. Munksgaard 1934.
- Iver Kjær og andre, Danske Studier 1992.
- Niels Kofoed, Den Nostalgiske Dimension. En Værkgennemgang af Harald Kiddes Roman 'Helten'.
- Laurits Nielsen, Katalog over Danske og Norske Digteres Originalmanuskripter i Det Kongelige Bibliotek.
- Villy Sørensen, Digtere og Dæmoner. Fortolkninger og Vurderinger.
- Otto Asmus Thomsen, Harald Kidde, Den vidt Berejste Hjemmeføding.
- Cai M. Woel, Harald Kidde – biografisk Fortegnelse.